# Syspira
Syspira es un género de arañas araneomorfas de la familia Miturgidae. Se encuentra en Norteamérica.

## Lista de especies
Según The World Spider Catalog 12.0:
- Syspira analytica Chamberlin, 1924
- Syspira eclectica Chamberlin, 1924
- Syspira longipes Simon, 1895
- Syspira pallida Banks, 1904
- Syspira synthetica Chamberlin, 1924
- Syspira tigrina Simon, 1895